# Rhinoceros (zoologia)
I membri del genere Rhinoceros sono i rinoceronti unicorni. La parola «rhinoceros» è di origine greca; «rhino» significa «naso» e «ceros» «corno». Il genere comprende due specie: il rinoceronte indiano (Rhinoceros unicornis) ed il rinoceronte di Giava (Rhinoceros sondaicus). Il rinoceronte di Giava è uno dei grandi mammiferi più minacciati del mondo e ne rimangono solamente 75 esemplari nella sola località di Giava (Indonesia).